# Phoroncidia longiceps
Phoroncidia longiceps là một loài nhện trong họ Theridiidae.
Loài này thuộc chi Phoroncidia. Phoroncidia longiceps được Eugen von Keyserling miêu tả năm 1886.